# جالى سوندرجارد
جالى سوندرجارد (بالإنجليزية: Gale Sondergaard)‏ هي ممثلة أمريكية، ولدت في 15 فبراير 1899 بليتشفيلد في الولايات المتحدة، وتوفيت في 14 أغسطس 1985 في الولايات المتحدة بسبب سكتة. من الجوائز التي نالتها جائزة الأوسكار لأفضل ممثلة مساعدة عن عمل أنتوني السيء سنة 1937.

## أعمال

### أفلام
- (1936) أنتوني السيء
- (1937) حياة إميل زولا
- (1940) الرسالة
- (1940) علامة زورو
- (1941) القط الأسود
- (1943) البيت المجنون
- (1943) المرأة العنكبوت
- (1946) أنا وملك سيام

## جوائز وترشيحات
جوائز
- جائزة الأوسكار لأفضل ممثلة مساعدة، عن عمل: أنتوني السيء (1937)

ترشيحات
- جائزة الأوسكار لأفضل ممثلة مساعدة، عن عمل: أنا وملك سيام (1946)
- جائزة الأوسكار لأفضل ممثلة مساعدة، عن عمل: أنتوني السيء (1946)

## وصلات خارجية
- جالى سوندرجارد على موقع IMDb (الإنجليزية)
- جالى سوندرجارد على موقع الموسوعة البريطانية (الإنجليزية)
- جالى سوندرجارد على موقع روتن توميتوز (الإنجليزية)
- جالى سوندرجارد على موقع ألو سيني (الفرنسية)
- جالى سوندرجارد على موقع تيرنر كلاسيك موفيز (الإنجليزية)
- جالى سوندرجارد على موقع أول موفي (الإنجليزية)
- جالى سوندرجارد على موقع قاعدة بيانات برودواي على الإنترنت (الإنجليزية)
- جالى سوندرجارد على موقع قاعدة بيانات الأفلام السويدية (السويدية)
- جالى سوندرجارد على موقع إن إن دي بي (الإنجليزية)
- جالى سوندرجارد على موقع ديسكوغز (الإنجليزية)